# Mr. Bad Guy
| 전문가 평가   | 전문가 평가 |
| 평가 점수     | 평가 점수   |
| 출처          | 점수        |
| ------------- | ----------- |
| AllMusic      | [ 2 ]       |
| Rolling Stone | (positive)  |

《Mr. Bad Guy》는 퀸의 멤버인 프레디 머큐리가 부른 유일한 솔로 음반이다. 1985년에 발매된 이 음반에는 퀸이 녹음에서 손을 떼고 있던 기간 동안, 이 작품에는 모두 11곡이 담겨 있다.
머큐리는 이 음반의 디스코와 댄스 음악에 영향을 미쳤다. 이 음반은 퀸의 전형적으로 록 위주의 작품과 대조적이다. 머큐리가 밴드 활동을 하면서 충분한 자료를 수집해야 했기 때문에 이 음반을 녹음하는 데 거의 2년이 걸렸다. 처음에 이 음반은 머큐리, 마이클 잭슨과 함께한 듀엣을 특징으로 할 예정이었다. 그들은 〈There Must Be More to Life Than This〉를 녹음했지만, 잭슨은 머큐리의 마약 사용에 속상한 것으로 알려졌지만, 스튜디오에서 잭슨의 애완 라마와 함께 일하는 것이 불편함을 느낀 후, 머큐리는 더 이상의 협업에서 손을 뗐다. 그가 원하는 효과를 얻기 위해 트랙 공연에서부터 음향 공학까지 모든 일에 참여했기 때문에 녹음은 머큐리에게 부담을 주고 있었다. 머큐리는 선로 개발에 신시사이저와 조정을 사용했고, 각 조각의 다양성을 추가했다.
〈Living on My Own〉은 1993년 노 모어 브라더스의 리믹스 형식으로 재발매되었고, 〈I Was Born to Love You〉는 호주에서 그의 유일한 솔로 차트 성공을 거두어 차트 13위에 올랐다. 그 노래와 〈Made in Heaven〉은 그 후 살아남은 세 명의 퀸 멤버들에 의해 다시 작곡되었고 1995년 커튼콜인 《Made in Heaven》에 포함되었다. 이 음반은 원래 《Made in Heaven》이라고 불릴 예정이었다.

## 곡 목록
모든 곡들은 프레디 머큐리에 의해 작사/작곡하였다.
| #  | 제목                       | 재생 시간 |
| -- | -------------------------- | --------- |
| 1. | 〈Let's Turn It On〉       | 3:42      |
| 2. | 〈Made in Heaven〉         | 4:05      |
| 3. | 〈I Was Born to Love You〉 | 3:38      |
| 4. | 〈Foolin' Around〉         | 3:29      |
| 5. | 〈Your Kind of Lover〉     | 3:32      |

| #   | 제목                                     | 재생 시간 |
| --- | ---------------------------------------- | --------- |
| 6.  | 〈Mr. Bad Guy〉                          | 4:09      |
| 7.  | 〈Man Made Paradise〉                    | 4:08      |
| 8.  | 〈There Must Be More to Life Than This〉 | 3:00      |
| 9.  | 〈Living on My Own〉                     | 3:23      |
| 10. | 〈My Love Is Dangerous〉                 | 3:42      |
| 11. | 〈Love Me Like There's No Tomorrow〉     | 3:46      |

## 인증
| 국가                       | 인증 | 판매량/출하량 |
| -------------------------- | ---- | ------------- |
| 영국 (BPI)                 | 골드 | 100,000^      |
| ^출하량을 기반으로 한 인증 |      |               |